# 大阪市立苅田南小学校
大阪市立苅田南小学校（おおさかしりつ かりたみなみ しょうがっこう）は、大阪府大阪市住吉区にある公立小学校。

## 沿革
学校周辺の宅地化に伴い、大阪市立苅田小学校の児童数が増加した。そのため同校の分校として1969年に設置されたことに始まる。その後1974年に独立校となった。
1974年度入学生の第1回入学式は、分離元の苅田小学校、および同時に苅田小学校第二分校から独立する形で開校した苅田北小学校との3小学校合同で、苅田小学校で実施した。
1976年度には校区の調整をおこない、従来の大阪市立依羅小学校の校区の一部を編入した。校区変更の対象となった地域内在住の2-5年生の児童は、1976年4月より苅田南小学校に編入している。
　　　　

### 年表
- 1969年9月1日 - 大阪市立苅田小学校の第一分校として現在地に開設。3年・5年を収容する学年分校とする。
- 1974年2月14日 - 分校独立に伴い通学区域が決定。
- 1974年2月18日 - 大阪市立苅田南小学校の校名が決定。
- 1974年4月1日 - 大阪市立苅田南小学校として分離開校。
- 1974年4月8日 - 第1回入学式を実施。
- 1976年 - 大阪市立依羅小学校の校区を一部編入。
- 1982年10月15日 - 「よい歯の学校」表彰を受ける。
- 1982年11月5日 - 「全国花いっぱいコンクール」で優良賞を受賞。

## 通学区域
- 大阪市住吉区 苅田8丁目・9丁目・10丁目、庭井1丁目・2丁目。

卒業生は大阪市立我孫子南中学校へ進学する。

## 交通
- 地下鉄御堂筋線 あびこ駅 南東へ約450m。